# Szaghurit
Szaghurit (arab. شاغوريت) – wieś w Syrii, w muhafazie Idlib. W 2004 roku liczyła 684 mieszkańców.